# ミスター・ビッグ (イギリスのバンド)
ミスター・ビッグ（英語: Mr Big）は、イギリスのロックバンド。ディッケンことジェフ・ペインによって結成され、1977年にヒットした「恋するロミオ（Romeo）」が最もよく知られている。バンドとしての活動期は、1972年から1978年にかけての第1期と、1990年から1998年にかけての第2期、2005年から現在の第3期に分けられる。

## 略歴
ミスター・ビッグのメンバーは元々、バーント・オーク（Burnt Oak）という名前で1960年代後期から一緒にプレイしていた。ミスター・ビッグというバンド名での最初の演奏は、1972年、ロンドン、オックスフォード・ストリートのマーキー・クラブ（Marquee Club）で、マネージャーがチラシにバーント・オークの代わりにミスター・ビッグという名前を使ったからだった。マネージャーはビラの変更を拒み、以後バンドはその名前で活動することになった。
1974年、ミスター・ビッグはエピック・レコードと契約し、3枚のシングルをリリースした。どの曲もヒットには至らなかったものの、Ayesha Broughの『Lift Off』というテレビのポップ音楽番組と、BBCの警察ドラマ『Softly, Softly: Taskforce』に（俳優兼歌手のポール・ニコラス（Paul Nicholas）をリード・シンガーに迎えて）出演した。
1975年、モット・ザ・フープルのマネージャーのボブ・ハーシュマンがミスター・ビッグのマネージメントを引き受けることになった。EMIに移籍してファースト・アルバム『甘美のハード・ロッカー（Sweet Silence）』を発表。このアルバムのプロモーションのために、マイク・マンスフィールドの『Supersonic』や『Superpop』に出演した。11月には、クイーンの『オペラ座の夜』ツアーをサポートした。
1976年、ミスター・ビッグは自身のUKツアーを行い、さらにスウィートのヨーロッパ・ツアーをサポートし、デンマークやオランダのテレビに出演し演奏した。それからカリフォルニア州ロサンゼルスで、ヴァル・ギャレイをプロデューサーに迎えて、セカンド・アルバム『フォトグラフィック・スマイル』をレコーディングした。
1977年、ミスター・ビッグは2月から4月にかけて、トム・ペティ、ジャーニー、カンサス、ザ・ランナウェイズと一緒にアメリカ・ツアーを行った。一方、アルバム『フォトグラフィック・スマイル』からシングル・リリースされた「恋するロミオ」が、BBCの一時的放送禁止措置にもかかわらず、全英シングルチャートで第4位になった。この曲は日本、オーストラリア、アメリカ合衆国、ヨーロッパの一部の国でも好セールスをあげ、南アフリカ共和国のバンドがカバーもした。続けて第2弾シングル「故郷への慕情（Feel Like Calling Home）」をリリースしたが、前作ほどの成功は得られず、チャートも35位止まりだった。ミスター・ビッグはイギリスやヨーロッパのテレビに出演し、自身のUKツアーも行った。
1978年、モット・ザ・フープルのイアン・ハンターをプロデューサーに迎えてサード・アルバム『セップク』をレコーディングし、再びイギリス・ツアーを行った。アルバムからシングル・リリースした「Senora」をBBCの『トップ・オブ・ザ・ポップス』で演奏するが、ほどなくしてバンドは解散してしまった。
ディッケンとベーシストのピーター・クロウザーはブロークン・ホーム（Broken Home）というバンドで活動を続け、2枚のアルバムをリリース、1980年にはレディング・フェスティバルに出演、さらにノルウェーとドイツで小ヒットを飛ばした。
ブロークン・ホーム解散後のディッケンは、さまざまなミュージシャンとコラボレートする一方で、ソロとしても活動するが、1989年には再びミスター・ビッグとしての活動を開始、この時期に録音された楽曲は1996年にアルバム『レインボー・ブリッジ（Rainbow Bridge）』としてディッケンの自主レーベルより発売された。しかし、当時アメリカに同名人気バンドがいたため、混同を避けるためにアルバムはMr Big UK名義で発表された。ディッケンはその後、画家としての活動もはじめ、平行して音楽活動を続けたが、次第に表舞台からは姿を消した。
2005年、ディッケンはエディ・カーターとともに三たびミスター・ビッグとしての活動を開始。2007年にはイギリスのレーベル「エンジェル・エアー・レコード」より、ディッケンの活動を総括するような「Dicken」名義のベスト・アルバム『From Mr. Big To Broken Home And Back 1977-2007』が発売された。これにはディッケンのソロ時代の曲やMr Big UK期の貴重な音源にまじり、新たに録音された新曲が収められた。
2011年には実に33年ぶりとなるミスター・ビッグ名義での4枚目のアルバム『Bitter Streets』が完成。同年7月に発売された。
2020年に5枚目となるニューアルバムを発表予定。

## ディスコグラフィ

### アルバム
- 『甘美のハード・ロッカー』 - Sweet Silence (1975年、EMI)
- 『フォトグラフィック・スマイル』 - Photographic Smile (1976年、Arista)
- Mr. Big (1977年、EMI) ※上記アルバムの英国盤
- Rainbow Bridge (1996年、Rock Shop)
- 『セップク』 - Seppuku (2001年、Angel Air Records) ※1978年録音
- Bitter Streets (2011年、Soundfactor Records)